# Péril jaune
Pour l’article homonyme, voir Péril jaune (homonymie).

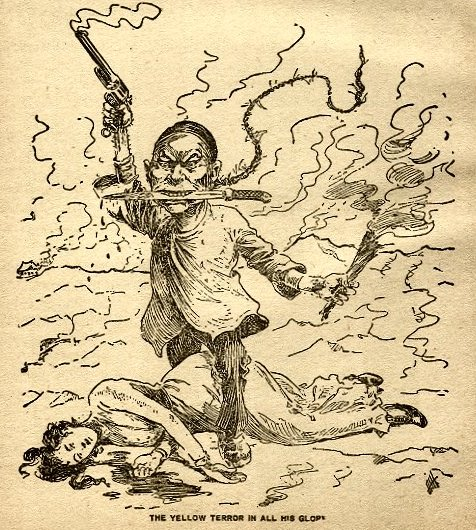
« La terreur jaune dans toute sa gloire ».

Le péril jaune est défini à la fin du XIXe siècle comme le danger que les peuples d’Asie surpassent les Blancs et gouvernent le monde.
Désignant dans un premier temps le péril chinois, l’expression est employée au tournant du XIXe siècle pour stigmatiser le Japon lors du conflit qui l'oppose à la Russie en 1904-1905. Traduction de l'allemand Gelbe Gefahr, l'expression s'impose en France en 1895 après la publication, dans Le Monde illustré, d'un article relatif à une reproduction d'un dessin allégorique du peintre allemand Hermann Knackfuss, Die Gelbe Gefahr.

## Rhétorique du péril jaune

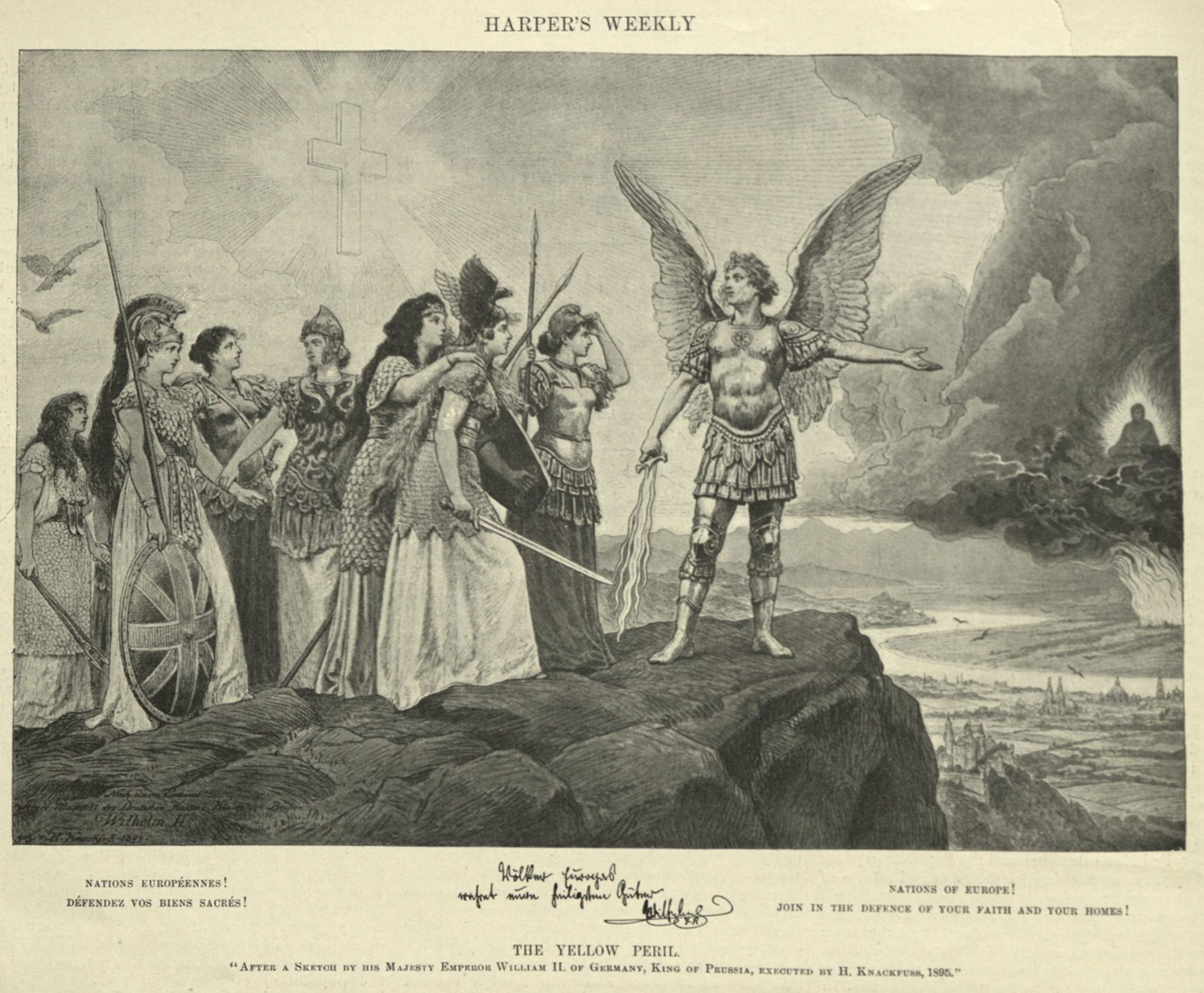
Le Péril jaune, estampe d'après un tableau d'Hermann Knackfuss.

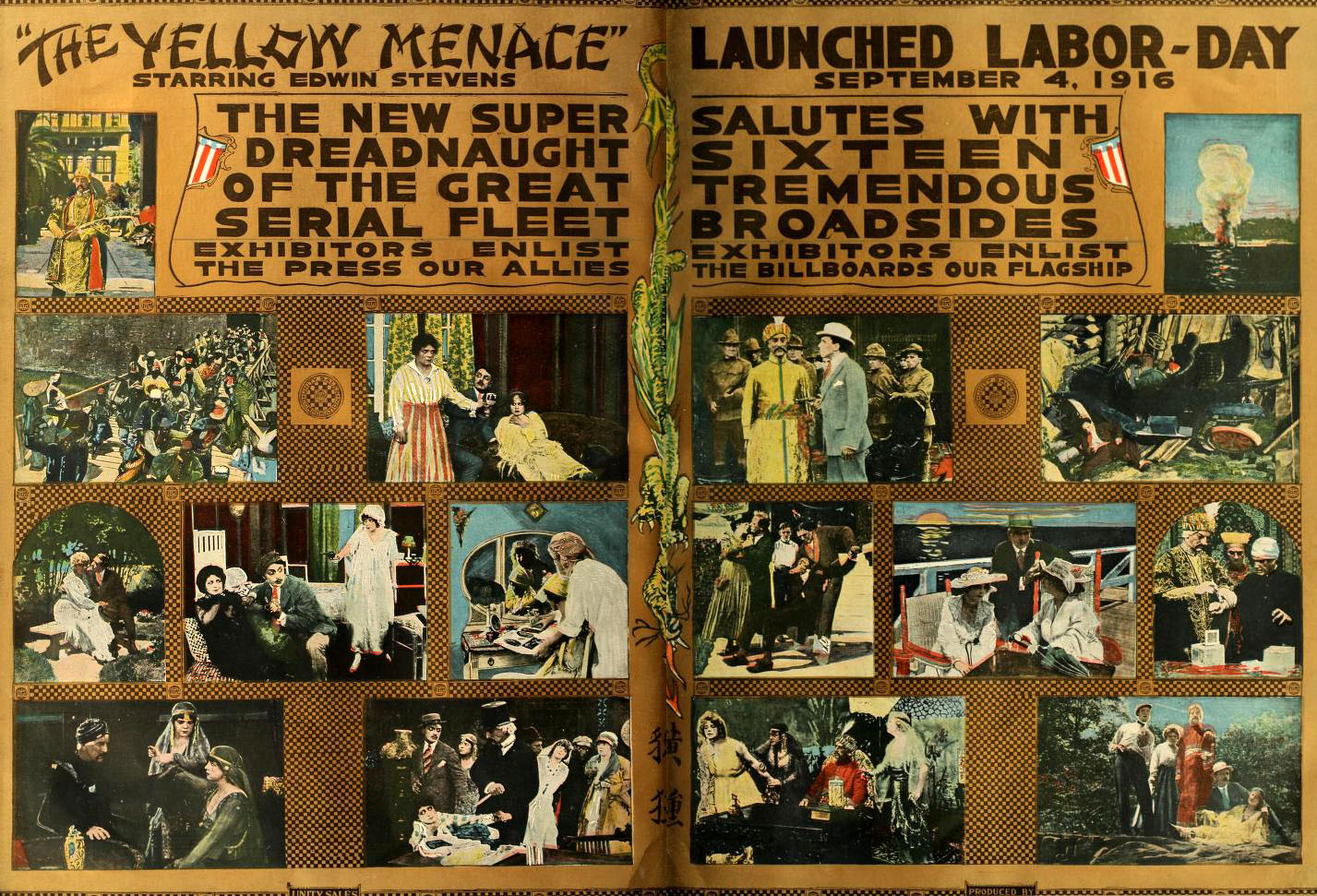
The Yellow Menace (1916), un serial de 1916 dans lequel des méchants asiatiques menacent l'héroïne.

L'idée de péril jaune naît en 1895, époque marquée par la popularité du darwinisme social et du racialisme. « On craint que les Japonais fusionnent avec les Chinois, les modernisent, en fassent des "citoyens" et ne deviennent ainsi la première puissance du monde. C’est ce qu’on appelle le Péril jaune dont nous démontrerons la puérilité », écrit ainsi en 1904 Austin de Croze. Celui-ci s'ancre aussi sur la peur de maladies venues de Chine et qui menaceraient l'Occident, lui marqué par l'hygiénisme.
De son côté, Jacques Novicow analysa le phénomène en 1897. Le sociologue, qui entend démontrer non sans ironie l’infondé des craintes du péril jaune, oriente sa démonstration sur le terrain économique plutôt que militaire :

« Le péril jaune est signalé de toutes parts. Les Chinois sont quatre cents millions. Théoriquement, ils peuvent mettre trente millions d’hommes sur pied de guerre. Un beau matin, ils devraient envahir l’Europe, massacrer ses habitants et mettre fin à la civilisation occidentale. Cela paraissait un dogme inattaquable. Mais, on s’est aperçu dans ces derniers temps que les Chinois éprouvent une horreur insurmontable contre le service militaire. Depuis qu’ils se sont laissés battre par les Japonais, dix fois moins nombreux, les pessimistes ont fait volte-face. Le péril jaune n’est plus à craindre sous une forme militaire, du moins pour une période qui peut entrer dans nos préoccupations, le péril jaune vient surtout de l’ouvrier chinois qui se contente de cinq sous. »

L’Occident, surtout les États-Unis (Californie) et l’Australie, connaissent alors les premières vagues d’immigration chinoise. Souvent couplée à la métaphore entomologique de la « fourmilière » asiatique, l’expression serait à l’origine allemande, gelbe Gefahr, attribuée à Guillaume II qui l’aurait forgée lors de la tentative du souverain allemand de fédérer les nations occidentales ayant des colonies en Asie contre le péril de la montée en puissance de la Chine et du Japon. L'empereur fait réaliser par le peintre Hermann Knackfuss une gravure intitulée Nations européennes, défendez vos biens sacrés !, qui présente des troupes asiatiques déferlant sur l'Europe, devant l'archange Michel montrant la situation aux nations occidentales personnifiées. Il envoie cette image à d'autres dirigeants européens, comme le tsar Nicolas II. En juillet 1900, dans son discours au corps expéditionnaire allemand en partance pour la Chine dans le contexte de la révolte des Boxers (Chine), il compare les troupes allemandes aux Huns et déclare souhaiter que « le nom des Allemands acquière en Chine la même réputation, pour que jamais plus un Chinois n'ose regarder un Allemand de travers ». L'universitaire Jean-Louis Margolin note que, « si pour Guillaume II, la lutte est autant religieuse que raciale, c'est surtout ce dernier élément qui caractérise les discours du péril jaune ».
À peu près à la même période, l’expression fait fortune dans les pays anglo-saxons. En 1898, l’écrivain anglais Matthew Phipps Shiel fait paraître une série de courtes histoires intitulée The Yellow Danger, dont la trame s’inspire du meurtre de deux missionnaires allemands en Chine en 1897. D’après l’interprétation de Jacques Decornoy, le péril jaune est donc une invention des « Blancs impérialistes et colonialistes » et « s’inscrit dans la continuité du mythe des Barbares avec lequel il partage l’expression occidentale d’une peur de la décadence ».
En 1904, un article du New York Times du 15 février fait état de la réactivation du phénomène. Au tournant du siècle, en 1901, l'actualité brûlante concerne plus particulièrement « les nations européennes engagées dans les affaires de la Chine ». Le Péril Jaune, publié par Edmond Théry, fait de la métaphore de la couleur le « combat des races ».
Ultérieurement, le péril jaune vient désigner le danger que le Japon paraît faire courir aux nations occidentales et colonialistes lors du conflit qui l’oppose à la Russie de 1904 à 1905. La rhétorique du péril jaune prend à cette époque un nouveau sens et sert à désigner le péril japonais, ultérieurement décliné en dénigrement du Japon (années 1980-90).
En 1908, Charles Foleÿ publie Kowa la mystérieuse chez Pierre Lafitte, rapidement traduit en anglais, l'histoire d'une cité secrète souterraine aux mains des Asiates qui y ont asservi des milliers d’Américains, et Émile Driant entame la publication d'une trilogie à succès, L'Invasion jaune, qui imagine un général japonais allié à la Chine, financé par des juifs américains, envahissant l'Europe continentale par la Russie, alors que le Royaume-Uni reste neutre. Magazine français très populaire, Je sais tout fait sa une le 15 janvier 1911 sur « La Race Jaune va-t-elle déborder ? ». En 1912, Charles Maurras fait écho à des craintes d’invasion asiatique exprimées par le poète Maurice Angelier. Ce thème est repris implicitement dans la bande dessinée Le Secret de l'Espadon (1946-1948), où un « Empire jaune » conquiert le monde avant d'être défait par Blake et Mortimer et des Indiens musulmans.

## Conflit russo-japonais
La guerre russo-japonaise est la « première guerre du XXe siècle » et passionne les opinions nationales de janvier 1904 à août 1905. Les progrès techniques, le télégraphe, l’envoi de correspondants de presse ainsi que la présence d’observateurs européens permettent une importante « couverture » des « événements » malgré la censure militaire à laquelle sont parfois confrontés les journalistes.
La rhétorique du « péril jaune » est examinée dans un article de Patrick Beillevaire à travers la manière dont la presse couvre ce conflit alors que l’opinion française est en grande majorité favorable à la Russie. « L’anéantissement de la flotte russe dans le détroit de Tsushima les 27 et 28 mai 1905 allait s’inscrire durablement dans les mémoires de l’Occident. Le temps n’est plus à s’interroger sur « l’aptitude des Japonais à la civilisation occidentale », sur leur capacité à s’approprier « toute une civilisation longuement élaborée par des peuples d’une autre race ». Désormais, il faudra compter avec un nouveau prétendant au partage de l’Asie ». La rhétorique employée par les quotidiens à gros tirages de l’époque, Le Matin, Le Temps ou Le Siècle mais également Le Petit Parisien et Le Petit Journal qui couvrent le conflit est assez révélatrice d’une « myopie » dénoncée à l’époque par exemple par un Louis Aubert. Le Siècle du 8 février 1904 rend ainsi compte de l’attaque « surprise » du Japon sur la Russie : « Le Japon, c’est un peuple enfant. Maintenant qu’il a ces jouets-colosses (cuirassés), il n’est pas assez raisonnable, il n’est pas assez vieux pour ne pas les essayer. Il veut savoir comment on s’en sert. Il est comme le « gosse » à qui on a acheté un chemin de fer : il faut absolument qu’il fasse marcher son chemin de fer ». Puis, le 10 février : « Orgueil et goût de la guerre ont pu être pour quelque chose dans la conduite du Japon. On ne manquera pas de représenter les Japonais comme des perturbateurs de l’ordre public et de la paix, qu’ils sont incontestablement, comme des barbares, qu’ils sont restés, malgré les emprunts faits à l’Europe civilisée ».
Le Parisien du 3 avril 1904 commente ainsi les événements : « Le succès des soldats du mikado ferait, en effet, inévitablement éclater ce qu’on a appelé le péril jaune ; d’ailleurs, le rôle de la Chine, qui surveille le conflit sommaire et est prête à entrer dans la lice, reste énigmatique et plein de surprises possibles ! Le début de la guerre a, d’autre part, nettement précisé la mentalité des deux lutteurs : d’un côté, la bonne foi, la loyauté, le désir sincère d’éviter l’effusion de sang ; de l’autre la duplicité, le manque de foi, en même temps que la volonté déterminée de s’affirmer sur des champs de bataille comme une puissance belliqueuse, avide et conquérante. La Russie représente pour nous non seulement la race blanche en lutte avec la race jaune, mais l’âme même de la civilisation combattant l’esprit de barbarie ».
En France, les commentaires suscités par le conflit russo-japonais sont partagés entre pro-Russes et pro-Japonais. La ligne de partage entre les deux camps est souvent surprenante, pour le moins évolutive, et va se renversant au fil du déroulement du conflit. Elle n’est pas sans liens avec la volonté partagée par les partisans de voir dans ce conflit une expression de la « lutte des races » alors qu’il n’oppose en définitive que deux puissances ayant chacune des ambitions sur ou pour la Chine, après l’Angleterre, l’Allemagne, la France ou les États-Unis. « Ce vif intérêt de l’opinion internationale repose essentiellement sur deux spécificités marquantes de cet antagonisme : le cadre mondial de la rivalité des puissances dans lequel il s’inscrit, d’une part ; et d’autre part, le contexte universel d’hégémonie raciale qu’il recouvre, autrement dit la confrontation d’un pouvoir « blanc », prétendu supérieur, à un pouvoir « jaune » jugé inférieur. Pour la première fois sans doute dans l’Histoire, Occident et Orient, colonisateurs et indigènes, sont donc amenés à suivre, avec une intensité véritablement partagée, les péripéties de la guerre ».
Alors que le « péril jaune » semblait devoir venir de la Chine et être provoqué par un afflux massif de ses « 400 000 000 d’âmes » ainsi que semble indiquer une statistique de l’époque souvent reprise, ce péril vient désormais du Japon. De chinois, le péril devient japonais, sans pour autant perdre sa « couleur » et certains commentateurs vont jusqu’à souhaiter que la Chine puisse se révéler un rempart contre l’inexorable expansion japonaise. « Lors de la guerre russo-japonaise, le « péril jaune » devient un véritable topique, et on trouverait peu d’auteurs en sympathie avec la Russie, ou seulement attentistes, qui ne lui aient pas consacré au moins quelques lignes, quand ce ne sont pas des chapitres entiers ».
Le Japon est désormais une grande puissance qui peut avoir des ambitions coloniales, ce qui est vu comme un péril.

## Deux ouvrages caractéristiques
Deux ouvrages sont le reflet de la façon dont une certaine intelligentsia française et « japonophile » interprète la signification historique de cette « première guerre du XXe siècle » qui ne tranchera rien de la lutte opposant les « Blancs » aux « Jaunes » :
- Austin de Croze, Péril jaune et Japon, Paris, Comptoir général d'éd., 1904, 144 p. (lire en ligne) ;
- Louis Aubert, Paix japonaise, Paris, Armand Colin, 1906, 351 p. (lire en ligne).

### Austin de Croze,Le péril jaune et le Japon
Le premier est un petit livre de cent dix pages et deux appendices rassemblant les documents étayant ce qui se présente comme une charge pamphlétaire que l’auteur oppose à « cet engouement latin qui nous porte à nous emballer pour ou contre des choses ou des gens que nous connaissons à peine ». Il est écrit par Austin de Croze, un de ces «braves idéalistes » persuadés que le Japon faisait la guerre « dans le but unique de faire triompher les idées de progrès, de justice, de liberté, d’humanité et de civilisation ». Croze s’y fait l’apôtre du Japon, contre une opinion a priori russophile : « Plus que jamais en France, nous crions : « Vive la Russie !». « Vive la Russie !» parfait. Mais pourquoi ajouter : « À bas le Japon !» alors que le Japon est un des meilleurs disciples de la Révolution française ?» Voilà ce que l’auteur écrit dans l’avant-propos à son Le péril jaune et le Japon, ouvrage qui paraît en 1904 alors que l’issue du conflit est encore incertaine et que la France a pris parti pour la Russie : « Je parlerai de cet épouvantail : « le péril jaune ». Je parlerai surtout de ce Japon, qui fut l’élève volontaire de la France, de l’Angleterre et de l’Allemagne et dont la civilisation égale aujourd’hui la nôtre. J’en dirai, non pas les mœurs simples, pittoresques et charmantes, mais son esprit, sa culture intellectuelle, ses ressources agricoles, industrielles et commerciales, sa situation ouvrière. Alors, opposant la liberté qui règne au pays du Soleil-Levant au despotisme qui pèse sur nos frères de Russie, on pourra conclure que le Japon est, en droit et en fait, une grande et noble puissance mondiale, vis-à-vis de nous, la Septième Puissance ». Austin de Croze livre son interprétation des enjeux du conflit, dans son chapitre consacré à une analyse de la « Japonophobie ». « On a affirmé, dans les milieux inspirés par la chancellerie russe, que le Japon s’étant aperçu que la paix en Extrême-Orient ne lui permettait plus l’émigration de ses sujets et l’écoulement de ses produits, il avait voulu risquer une guerre – avec une chance contre dix, ce qui serait assez héroïque déjà ! – le privilège du marché en Extrême-Orient, sa suprématie en Corée.
Le reproche serait puéril, s’il n’était odieux.
Le Japon en Corée ?
Et pourquoi non ?
N’est-il pas en droit de répondre : Et vous en Tunisie ? Et vous à Madagascar ? Et vous au Tonkin ?
Et les Anglais en Égypte, au Transvaal ?
N’est-il pas en droit d’invoquer, pour ce qu’il veut faire de la Corée une nation indépendante, civilisée à la moderne, alliée et liée à ses intérêts, ce que les États-Unis ont fait pour Cuba, ce qu’ils viennent de faire pour Panama ?
Oui, mais cela gêne l’appétit que manifeste l’Europe pour les expansions territoriales, et c’est pourquoi sont russophiles, les nations qui prétendent au partage de la Chine, et c’est pourquoi la presse anglaise elle-même – maintenant que les adversaires sont aux prises et s’affaiblissent mutuellement – met une sourdine à ses vœux japonophiles !»
Cette prise de position tranche avec les déclarations des russophiles de l'époque, colportées par une presse qui se révèle parfois outrancière à l’instar du résumé d’une conférence sur le thème du « Péril jaune » donnée le 20 février 1904 par Edmond Théry, directeur de L’Économiste européen et auteur, en 1901, d’un ouvrage également intitulé Le Péril jaune. Austin de Croze lui prête les propos suivant : « Il est à souhaiter que le Japon soit écrasé, afin de dégoûter la Chine, à nouveau et à tout jamais, de la civilisation européenne. Car, si la Chine arrivait à se créer une armée et surtout une industrie qui lui soient propres, c’en serait fait de nos armées et de notre industrie nationale ». Et s’emporte une nouvelle fois contre leur auteur : « Voilà donc ce que les japonophobes osent reprocher au Japon, - sa civilisation, qui finira par tenter la Chine. Ah ! ils ont de singuliers raisonnements les économistes. Voilà t-il pas un raisonnement d’usurier, déçu dans son petit commerce ? (…) Mais il faudrait alors avoir la franchise de proclamer qu’il y a des peuples qui n’auront jamais droit à la Science et à la Liberté… »

C’est très précisément ce que certains « russophiles » ne se privent pas d’affirmer. En témoignent selon de Croze « les lignes abominables » d’un Charles Richet, président de la Société d’arbitrage entre nations, publiées le 15 mars 1904 dans la « Revue ». Désireux de prendre part à la polémique qui oppose Edmond Théry à Jean Finot, ce dernier, comme une partie de la gauche progressiste de l’époque, justifie l’action « régénératrice » du Japon en Chine, Charles Richet écrit ceci : « Il ne me semble pas qu’il soit possible d’hésiter : la suprématie de la race blanche est une absolue évidence. Que cette supériorité autorise les blancs à être fourbes, menteurs, pillards, cruels, barbares, vous ne me ferez pas l’injure de m’attribuer cette opinion : je prétends seulement que les blancs sont supérieurs aux jaunes, et je vais essayer de le prouver.
Et d’abord par un argument ad hominen. Si les admirateurs des Japonais étaient pris au mot et qu’on les invitât à s’allier par légitime mariage à une Japonaise, ils feraient la grimace, je m’imagine : et les nobles lords anglais, si résolument partisans, en diplomatie, d’une alliance avec les sujets du Mikado, verraient sans enthousiasme leurs filles s’éprendre d’un des petits bonshommes ridicules qui se pavanent à Tokyo, fussent-ils pourvus de plusieurs galons.
… Madame Chrysanthème, si l’on veut ! Mais Mme Chrysanthème n’est qu’un petit animal de luxe, élégant et docile à ses heures : une humble, et peut-être jolie mousmé qui, dans le fond de la case, charme les loisirs de l’exil, à côté du perroquet et du singe.
Ce dédain, que les hommes de race blanche, quoi qu’ils en disent, ont tous pour les hommes de race jaune, est-il justifié ? L’histoire est là pour répondre, et les conquêtes de la civilisation, encore que bien rudimentaires, prouvent que la race blanche a tout fait.
… Ces hommes sont des hommes comme nous : ils sont nos frères, cela est certain, mais nos frères inférieurs. Et cela n’est pas moins certain.
Et maintenant, quelle sera ma conclusion ?
Elle est très simple et peut se résumer en un mot : la justice.
… Mais à ces étrangers, à ces barbares d’une autre race que nous, si nous devons justice, nous ne devons pas davantage ; et, lorsqu’ils prétendent, eux aussi, comme dans le cas actuel, au rôle détestable de conquérant et d’envahisseur, il est permis de leur refuser autre chose que la justice.»
Ces « lignes abominables » donnent la mesure de la violence verbale opposant les débatteurs comme elles permettent de se forger une idée assez précise de l’état d’esprit et de la rhétorique en vogue à cette époque.

### Louis Aubert,Paix japonaise
Louis Aubert est l’auteur du second ouvrage, Paix japonaise. Son livre se veut un ouvrage d’introduction au Japon mais il est publié en 1906 : le Japon a vaincu la Russie. Se pose alors la question du sens à donner à cette victoire. La victoire du Japon sur la Russie sonne, selon l’auteur « le glas du vieux Japon », autrement dit la modernisation achevée du Japon issu de la restauration de Meiji. En 1906, Louis Aubert prévoit que « toutes les ambitions du Japon s’ordonnent autour de l’idée d’une « “Paix japonaise” de l’Extrême-Orient » et prévient qu’en s’installant sur le continent asiatique, « glorieux et endetté », le Japon se trouve devant une situation grandiose non pas en raison de ce que ce pays vient d’accomplir (la victoire sur la Russie) mais pour les possibilités qui s’ouvrent à lui. Ce bouleversement annoncé, « si l’Europe et les États-Unis font son jeu », précise l’auteur, ne se fera pas sans sacrifices et il conviendrait que les Européens sachent en prendre la mesure. Voici d’abord comment il évoque les sacrifices que le Japon sera immanquablement à faire. « À cette situation neuve, il faut que s’adaptent les mœurs d’autrefois, lentement formées pendant deux siècles et demi dans ces îles séparés du monde ». En effet, qu’aura donc produit ce long repli du Japon sur lui-même ? « La vie s’était alors condensée en quelques habitudes simples, tenaces. Comme en vase clos ni contrariées ni compliquées par des influences étrangères ».
La nouvelle de la chute de Port Arthur sonne le « glas du vieux Japon » car ce pays se trouve de facto dans la situation de devoir assumer son… ambition coloniale, à savoir résume-t-il : « administrer la Corée », « gérer la Chine », pourvoir à d’énormes marchés potentiels et tenir « un rôle de protecteur sur l’Asie orientale et dans le Pacifique ». Cela bien entendu si la Chine, l’Europe et les États-Unis ne s’y opposent pas. L’histoire semble donc écrite et, devant ces bouleversements qui s’annoncent très concrètement après la victoire japonaise, Louis Aubert souligne l’impréparation de l’Europe continentale. Elle n’en a pas suffisamment pris la mesure et a dangereusement ignoré le tremblement que ne manquera de provoquer cette intrusion du Japon sur la « scène internationale » et ses ambitions coloniales. L’invocation du « péril jaune » pour conjurer sa cécité n’y suffira probablement pas. « Aussitôt après la déclaration de guerre, en Russie naturellement, mais aussi en France, en Belgique, surtout en Allemagne, on invoqua le « péril jaune», la lutte des races : Blancs contre Jaunes, civilisés contre barbares, chrétiens contre païens. C’était la philosophie des dessins de Guillaume II : l’archange Michel, glaive levé, menaçant les Jaunes ; c’était aussi la philosophie de ses propos sur les États-Unis d’Europe croisés contre la Barbarie. Après Liao-Yang, après Moukden, confusément on se représente le monde jaune – Coréens, Siamois, Annamites, Chinois, conduits par le Japon – tombant sur les Blancs ; ce serait une catastrophe soudaine, irrémédiable, à laquelle il faudrait se résigner, une digue qui se rompt, un flot jaunâtre recouvrant d’un coup notre civilisation toute blanche ». Et Louis Aubert de conclure : « Il est curieux que nous continuions de nous représenter l’Asie et ses hordes avec les mêmes mots et les mêmes images qu’employaient au XIIIe siècle les contemporains de saint-Louis qui entendirent parler des Mongols ou qui les virent ». L’auteur avance plusieurs facteurs pour expliquer l’ignorance dans laquelle l’Europe est restée de l’Asie (interruption des communications terrestres, interposition de l’Islam, des Turcs, etc.) « Ainsi séparés, les deux mondes pendant des siècles s’ignorèrent ; les rapports par mer depuis un demi-siècle, depuis les guerres de 1840 et 1860, n’ont pas suffi pour rendre familière à l’Europe les choses d’Extrême-Orient, pour changer les mots et les images qu’évoque le péril jaune ».
Le géographe affirme que cette cécité vient de coûter la défaite à la Russie et n’aura en réalité profité qu’à « deux puissances qui n’ont jamais partagé les préjugés anachroniques de l’Europe sur le péril jaune, les États-Unis et l’Angleterre », avant de conclure en invitant l’Europe à se ressaisir : « Je crois qu’en dépit de l’avantage pris par le Japon sur l’Europe, en dépit de l’attitude anti-européenne de la Chine, les Européens ont encore un grand rôle à jouer en Extrême-Orient, à condition que c’en soit fini de leurs appétits de conquête, de leur mépris et de leur brutalité de race supérieure, et qu’ils se consacrent à une œuvre de paix et de civilisation à peine ébauchée » .

## Limites et postérité
Si en Europe la notion de péril jaune n'eut après les années 1900 guère d'intensité, du fait de la faiblesse de l'immigration asiatique jusqu'aux années 1970, la situation est plus tendue aux États-Unis et dans une moindre mesure au Canada. Dans le premier pays, on compte au début du XXe siècle 90 000 Chinois et 24 000 Japonais, qui sont confrontés à des émeutes raciales (en Californie dans les années 1870, à Vancouver en 1907), à une loi d'exclusion des Chinois entre 1882 et 1943, à de stricts quotas d'immigration contre les Asiatiques en 1924 ou encore à la dénaturalisation des soldats asiatiques de la Première Guerre mondiale en 1925, qui leur avait été accordée en 1918 et leur sera finalement rendue en 1935. La Seconde Guerre mondiale accroît ce sentiment anti-Japonais après l'attaque de Pearl Harbor en 1941, conduisant à l'internement des Nippo-Américains. Ces derniers sont par la suite réhabilités, à la suite de protestations d'intellectuels comme Pearl Buck et du patriotisme des troupes du 442e Regimental Combat Team. Quant aux Sino-Américains, ils bénéficient du fait que la Chine est alliée des États-Unis et peuvent s'enrôler dans des régiments non soumis à la ségrégation.
L'idée de « péril jaune » ne toucha pas tous les Occidentaux. Par exemple, le Français Georges Clemenceau était féru de culture japonaise ; et beaucoup de libéraux et de socialistes n'adhéraient pas à cette forme de xénophobie, davantage mobilisée par les nationalistes. Parmi la population occidentale, certains exemples vont aussi à rebours de cette idée d'affrontement : durant la Seconde Guerre mondiale, des Nippo-Américains expulsés de Californie furent ainsi accueillis au Wisconsin[réf. souhaitée] ; et durant la révolte des Boxers, l'artilleur français François Deloin rédige un Journal d'un soldat français en Chine. 1900-1901, où il fait l'éloge des autochtones. A contrario, de nombreux Asiatiques estiment plutôt à cette période avoir affaire à un péril blanc, marqué par le colonialisme, des guerres d'agression et des échanges commerciaux inégaux, alors que la démographie européenne est plus dynamique[réf. souhaitée]. Durant les années 1930-1940, le Japon insiste pour sa part sur l'opposition entre Blancs et Jaunes dans sa conquête de l'Asie orientale, tout en massacrant un certain nombre de Chinois. La défaite du Japon éteint toutefois cet expansionnisme territorial.
Le stéréotype et la rhétorique ont perduré tout au long du XXe siècle avec l'arrivée massive de Vietnamiens depuis l'ex-lndochine et encore au XXIe siècle avec des ouvrages comme La Chine m'inquiète de Jean-Luc Domenach. Toutefois, cette thématique a surtout visé la Chine (par son poids géographique et démographique) et le Japon (après sa victoire militaire en 1905) mais pas la plupart des petits pays d'Asie du Sud et du Sud-Est, même après leur indépendance. La forme que prend ce « péril », exagérant le développement de ces États en prétentions impériales mondiales, varie au fil de l'évolution politique de ces pays : la Chine communiste de Mao Zedong et de nos jours sa super-puissance économique, tout comme le Japon dans les années 1975-1990 après le « miracle économique ». Dans la seconde moitié du siècle, cette rhétorique est aussi reprise contre la Corée du Nord.
En janvier 2020, durant la pandémie de maladie à coronavirus de 2019-2020, Le Courrier picard publia un éditorial intitulé « Le péril jaune ? ». À la suite de réactions de la communauté asiatique, le journal a présenté des excuses « à tous ceux qui ont pu être sincèrement choqués » en indiquant vouloir « relativiser l’éventuelle panique irrationnelle pouvant se répandre après l’apparition des premiers cas en France »,.

### Sources primaires
- Austin de Croze, Péril jaune et Japon, Paris, Comptoir général d'éd., 1904, 144 p. (lire en ligne)
- Louis Aubert, Paix japonaise, Paris, Armand Colin, 1906, 351 p. (lire en ligne)
- Ármin Vámbéry, (fr) Le péril jaune, étude sociale, Budapest, Ranschburg, 1904 — La date est celle de la traduction.